# Tajreh Galleh Dār
Tajreh Galleh Dār (persiska: Tajareh-ye Gallehdār, Tajareh-ye Galehdār, تجره گله دار) är en ort i Iran.   Den ligger i provinsen Lorestan, i den västra delen av landet, 400 km sydväst om huvudstaden Teheran. Tajreh Galleh Dār ligger 1 415 meter över havet och antalet invånare är 345.
Terrängen runt Tajreh Galleh Dār är kuperad. Runt Tajreh Galleh Dār är det ganska tätbefolkat, med 72 invånare per kvadratkilometer. Närmaste större samhälle är Khorramābād, 12,5 km väster om Tajreh Galleh Dār. Trakten runt Tajreh Galleh Dār består i huvudsak av gräsmarker.